# Friedersdorf (Heidesee)
Friedersdorf è una frazione del comune tedesco di Heidesee, nel Brandeburgo.

## Storia
Friedersdorf costituì un comune autonomo fino al 26 ottobre 2003.